# Histoire militaire de la Lettonie pendant la Seconde Guerre mondiale
Après l'occupation de la Lettonie par l'URSS en juin 1940, une grande partie de l'ancienne armée lettone est dissoute et nombre de ses soldats et officiers sont arrêtés et emprisonnés ou exécutés. L'année suivante, l'Allemagne nazie occupe la Lettonie à la suite de l'offensive du groupe d'armées Nord. Les Einsatzgruppen allemands sont assistés par une unité paramilitaire connue sous le nom de Sonderkommando Arājs dans les massacres de Juifs lettons dans le cadre de la Shoah. Les soldats lettons ont combattu des deux côtés du conflit contre leur gré et, en 1943, 180 000 hommes lettons sont enrôlés dans la Légion lettone de la Waffen-SS et d'autres forces auxiliaires allemandes.
Lors de l'offensive de la Baltique de l'automne 1944, l'Union soviétique reprend une grande partie de sa côte balte, isolant 200 000 soldats du groupe d'armées Nord dans la poche de Courlande. Prenant le nom de groupe d'armées Courlande, cette force résiste jusqu'à la fin de la guerre en mai 1945, date à laquelle elle se rend aux forces soviétiques et les troupes sont déportés dans des camps de prisonniers.

La Lettonie et les pays voisins avant la Seconde Guerre mondiale.

## Contexte
Kārlis Ulmanis organise un coup d'État sans effusion de sang le 15 mai 1934, établissant une dictature nationaliste qui dure jusqu'en 1940. La plupart des Allemands baltes ont quitté la Lettonie par accord entre le gouvernement d'Ulmanis et l'Allemagne nazie après la conclusion du pacte Molotov-Ribbentrop. Le 5 octobre 1939, la Lettonie est contrainte d'accepter un pacte d'« assistance mutuelle » avec l'Union soviétique, accordant aux Soviétiques le droit de stationner 25 000 soldats sur le territoire letton. Le 16 juin 1940, Viatcheslav Molotov présente au représentant letton à Moscou un ultimatum accusant la Lettonie de violations de ce pacte.

## Annexion soviétique
Le 17 juin, l'Armée rouge occupe le pays. Des élections truquées pour une « Saeima du peuple » ont  lieu et un gouvernement fantoche dirigé par Augusts Kirhenšteins (en) conduit la Lettonie dans l'URSS. L'annexion est officialisée le 5 août 1940. Les mois suivants deviendront connus en Lettonie sous le nom de Baigais Gads, l'année de l'horreur. Les arrestations massives, les disparitions et les déportations culminèrent dans la nuit du 14 juin 1941. Avant l'invasion allemande, en moins d'un an, au moins 27 586 personnes sont arrêtées ; la plupart sont déportés et environ 945 personnes abattues.
L'occupation de la Lettonie en juin 1940 marque le début de l'anéantissement de l'armée lettone. Celle-ci est rebaptisée Armée populaire et, en septembre-novembre 1940, intégrée au 24e corps de fusiliers territoriaux de l'Armée rouge. En septembre, le corps compte 24 416 hommes, mais à l'automne, plus de 800 officiers et environ 10 000 instructeurs et soldats sont démobilisés. Les arrestations de soldats se poursuivent les mois suivants. En juin 1940, l'ensemble du corps Territorial est envoyé dans le camp de Litene. Avant de quitter le camp, les Lettons enrôlés en 1939 sont démobilisés et remplacés par environ 4 000 soldats russes des environs de Moscou. Le 10 juin, les officiers supérieurs du corps sont déportés en Russie où ils sont arrêtés et la plupart fusillés. Le 14 juin, au moins 430 officiers sont arrêtés et envoyés dans les camps du Goulag. Après l'attaque allemande contre l'Union soviétique, du 29 juin au 1er juillet, plus de 2 080 soldats lettons sont démobilisés, craignant qu'ils ne retournent leurs armes contre les commissaires et officiers russes. Simultanément, de nombreux soldats et officiers désertent et lorsque le corps franchit la frontière lettone, il ne reste plus que 3 000 soldats lettons.

## Occupation allemande

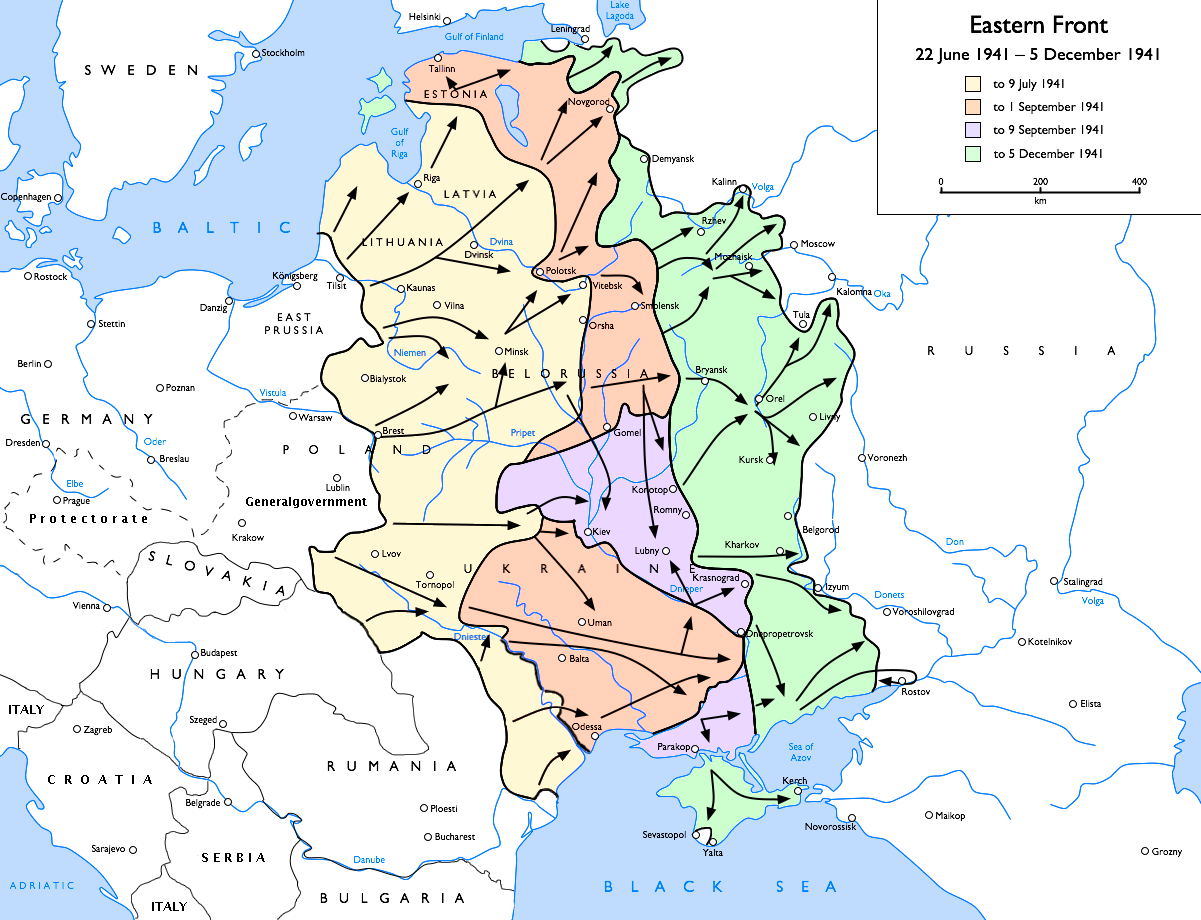
L'opération Barbarossa : l'invasion allemande de l'Union soviétique, du 21 juin 1941 au 5 décembre 1941.
au 9 juillet 1941
au 1er septembre 1941
au 9 septembre 1941
au 5 décembre 1941

L'objectif du groupe d'armées Nord est Leningrad via les États baltes. Composée des 16e et 18e armées et du 4e groupe Panzer, cette formation traverse la Lituanie, la Lettonie, l'Estonie et les villes de la RSFS russe de Pskov et Novgorod. Sous occupation allemande, la Lettonie est administrée dans le cadre du Reichskommissariat Ostland. En 1941, la Shoah est mise en œuvre par les Einsatzgruppen dirigés par le criminel de guerre nazi Franz Walter Stahlecker, assistés par une unité de la police auxiliaire lettone, le Sonderkommando Arājs dirigé par Viktors Arājs. 80 000 à 100 000 citoyens lettons seront tués pendant l'occupation nazie, dont environ 70 000 Juifs lettons ; environ 20 000 Juifs déportés d'Europe centrale et orientale ont également été assassinés à travers le pays. Près de trois ans plus tard, en 1943, Hitler ordonne la conscription forcée de 180 000 hommes lettons dans les forces auxiliaires allemandes. Les soldats lettons ont combattu des deux côtés du conflit contre leur gré, y compris dans la Légion lettone de la Waffen-SS, la plupart d'entre eux enrôlés par les autorités d'occupation.

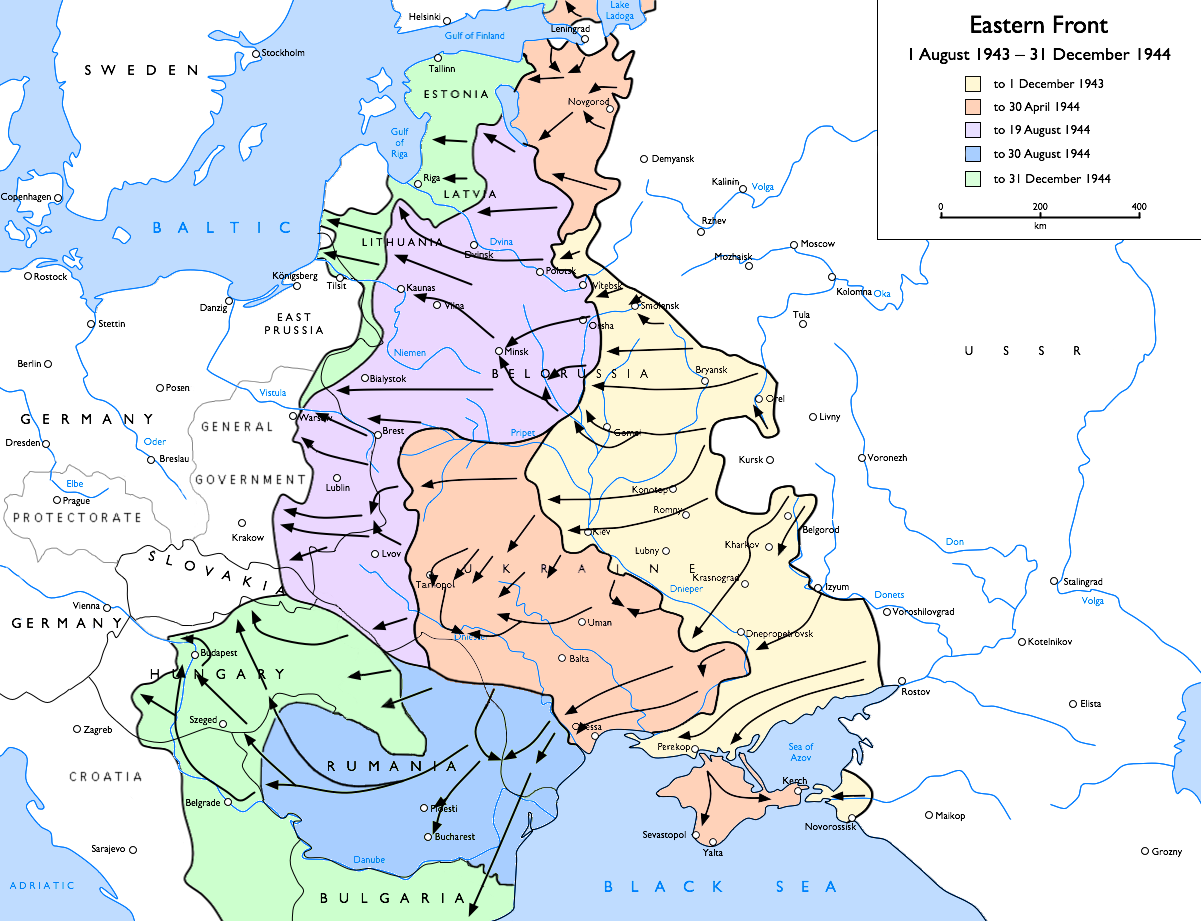
Avances soviétiques du 1er août 1943 au 31 décembre 1944.
au 1er décembre 1943
au 30 avril 1944
au 19 août 1944
au 31 décembre 1944

Alors que le groupe d'armées Nord retient l'opération soviétique estonienne, l'opération soviétique Bagration connait un succès incroyable. Le groupe d'armées Centre était en lambeaux et la limite nord de l'assaut soviétique menaçait de piéger le groupe d'armées Nord dans une poche en Courlande. Les Panzers de Hyazinth Strachwitz avaient été renvoyés dans la capitale du Reichskommissariat Ostland Riga et de féroces batailles défensives avaient stoppé l'avance soviétique fin avril 1944. Strachwitz avait été nécessaire ailleurs, et était bientôt de retour à agir en tant que brigade de feu du groupe d'armées. Le Panzerverband de Strachwitz est démantelé fin juillet. Début août, les Soviétiques sont à nouveau prêts pour couper le groupe d'armées Nord du groupe d'armées Centre.

## Bataille de la Baltique

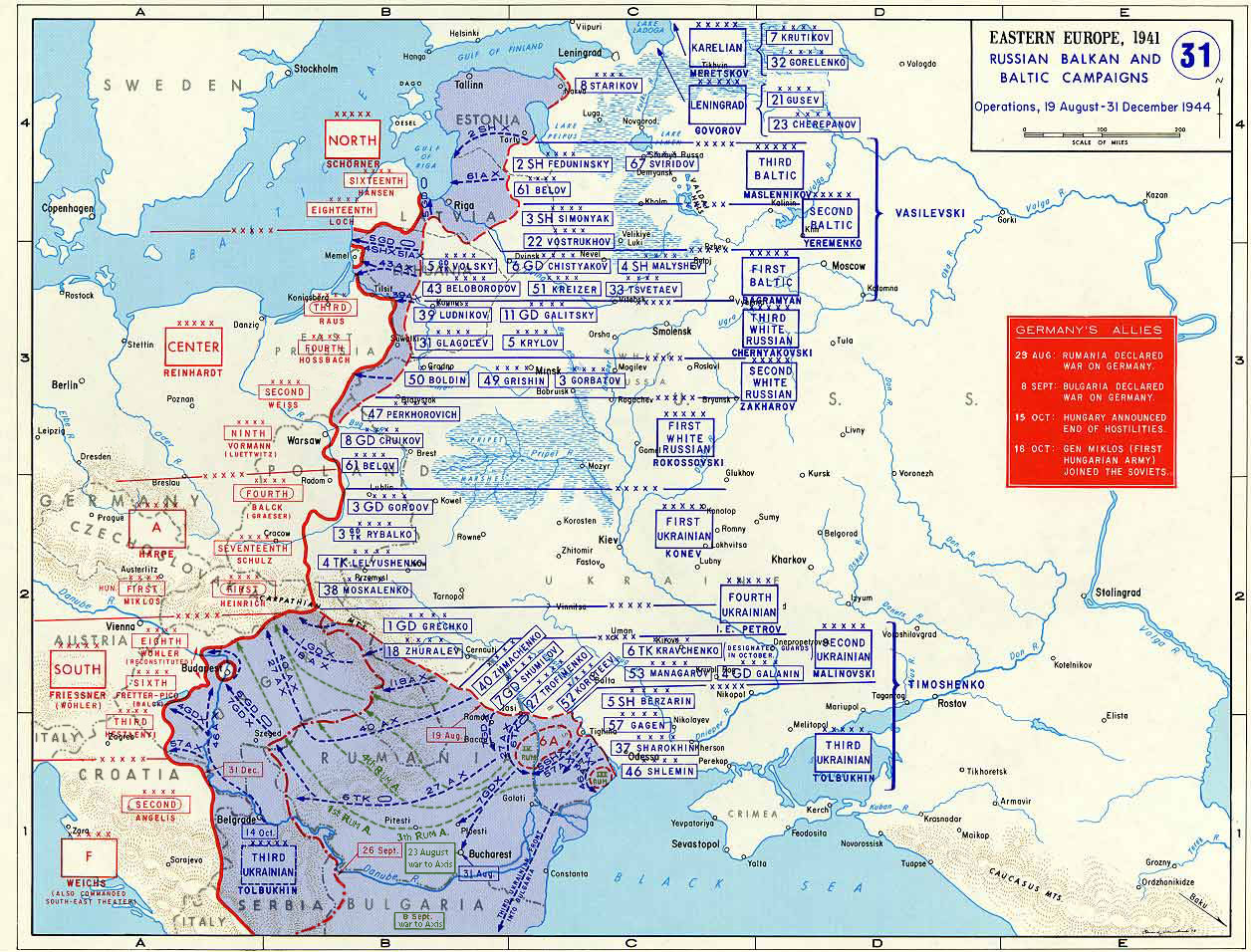
Opérations soviétiques du 19 août 1944 au 31 décembre 1944.

Un assaut soviétique massif tranchant les lignes allemandes permet l'isolation du groupe d'armées Nord. Strachwitz est piégé à l'extérieur de la poche et le Panzerverband von Strachwitz est réformé, cette fois à partir d'éléments de la 101e brigade de Panzers de l'Oberst Meinrad von Lauchert et de la nouvelle SS Panzer Brigade Gross (en) du SS-Sturmbannführer Martin Gross. À l'intérieur de la poche piégée, les Panzers et les StuG III restants du Hermann von Salza et les derniers Tiger de Willy Jähde sont formés en un autre Kampfgruppe pour attaquer de l'intérieur du piège. Le 19 août 1944, l'assaut, surnommé Unternehmen Doppelkopf (opération Doppelkopf) débute. Elle est précédée d'un bombardement par les canons de 203 mm du croiseur Prinz Eugen, détruisant quarante-huit T-34 rassemblés sur la place de Tukums. Le contact est rétabli entre les groupes d'armées. La 101e Panzerbrigade est maintenant affectée au détachement de l'armée Narwa sur le front du fleuve Emajõgi en Estonie, renforçant ainsi la force de blindage des défenseurs. Le désastre avait été évité, mais l'avertissement est clair. Le groupe d'armées Nord est extrêmement vulnérable quant à son isolement. En 1944, l'Armée rouge lève le siège de Leningrad et reconquiert la région de la Baltique ainsi qu'une grande partie de l'Ukraine et de la Biélorussie. Cependant, quelque 200 000 soldats allemands résistent en Courlande. Ils sont assiégés dos à la mer Baltique, coincés sans raison et sans solutions ; l'Armée rouge ne prête naturellement pas beaucoup d'attention et se focalise en concentrant ses forces sur les attaques contre la Prusse orientale, la Silésie, la Poméranie et finalement Berlin. Le colonel-général Heinz Guderian, chef de l'état-major allemand, milite auprès d'Adolf Hitler pour une évacuation par la mer des troupes de Courlande en vue d'un redéploiement pour la défense du Reich. Cependant, la proposition est refusée par le Führer qui ordonne aux forces allemandes en Courlande de tenir le coup. Il les croyait nécessaires pour protéger les bases sous-marine allemandes le long de la côte balte.

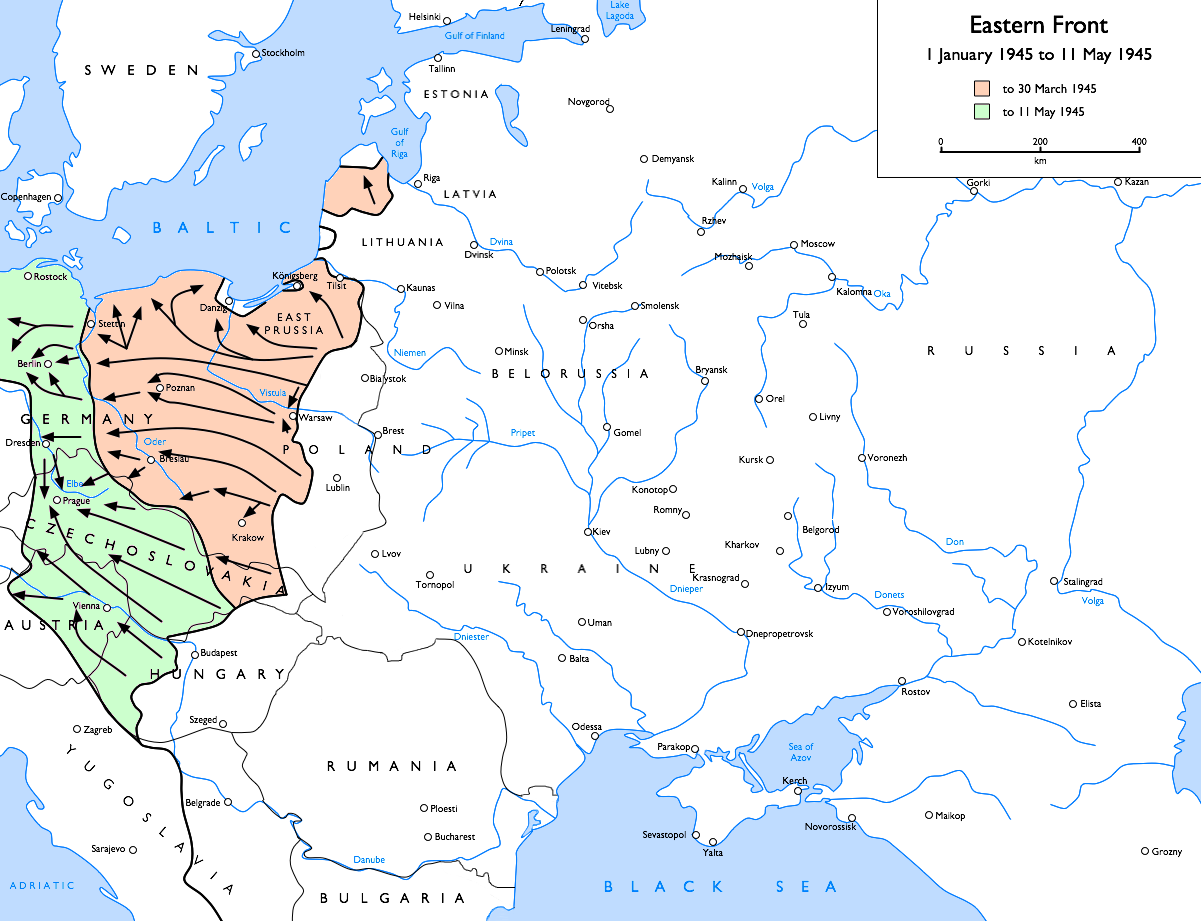
Avancées soviétiques du 1er janvier 1945 au 7 mai 1945.

Le 15 janvier 1945, le groupe d'armées Courlande (Heeresgruppe Kurland) est formé sous les ordres du colonel-général Lothar Rendulic. Jusqu'à la fin de la guerre, ce groupe d'armées (comprenant des divisions telles que la Légion SS lettone Freiwiliger) défend avec succès la péninsule de Courlande. Sous les ordres du colonel-général Carl Hilpert, le dernier commandant du groupe d'armées, la force résiste jusqu'au 8 mai 1945, date à laquelle elle se rend au maréchal Leonid Govorov, le commandant des forces soviétiques adverses sur le périmètre de Courlande. À cette époque, le groupe se compose encore de quelque 31 divisions de taille variable. Après le 9 mai 1945, environ 203 000 soldats du groupe d'armées Courlande sont déportés vers les camps de prisonniers soviétiques à l'Est. Cependant, de nombreux soldats échappent à la capture et rejoignent la résistance des Forest Brothers (en) qui mènera une guérilla infructueuse pendant plusieurs années.

## Chronologie

### 1939
- 23 août 1939 : signature du pacte Molotov-Ribbentrop. Le pacte donne carte blanche à l'Union soviétique en Estonie, en Lettonie et en Finlande.
- 2 octobre 1939 : l'Union soviétique exige un pacte d'assistance mutuelle avec la Lettonie.
- 5 octobre 1939 : la Lettonie cède aux demandes des bases soviétiques et le traité d'assistance mutuelle soviéto-letton est signé.

### 1940
- 15 juin 1940 : à l'aube, les troupes soviétiques prennent d'assaut et capturent les postes frontières lettons de Masļenki et Šmaiļi.
- 16 juin 1940 : des ultimatums similaires sont lancés à l'Estonie et à la Lettonie.
- 17 juin 1940 : l'Estonie et la Lettonie cèdent aux exigences soviétiques et sont occupées.
- 20 juin 1940 : le nouveau gouvernement letton composé de ministres approuvés par Moscou est formé.
- 14 juillet-15 juillet 1940 : élections en Estonie, en Lettonie et en Lituanie, où les candidats non communistes sont disqualifiés, harcelés et battus.
- 21 juillet 1940 : la nouvelle Saeima lettone accepte de larges décrets de nationalisation et de soviétisation.
- 22 juillet 1940 : le président de la Lettonie, Kārlis Ulmanis, est arrêté et déporté en Russie. Il meurt dans une prison de Krasnovodsk le 20 septembre 1942.
- 5 août 1940 : l'Union soviétique annexe la Lettonie.

### 1941
- 14 juin 1941 : l'Union soviétique déporte 15 424 Lettons dont plus de 3 000 enfants par train vers la Sibérie.